# Tacca
Una tacca è un piccolo buco o spazio di separazione, uno spacco, un taglio, o un difetto che può essere accidentale o intenzionale o progettato appositamente per una funzione specifica.
Per esempio una spada può avere una tacca sulla lama (e quindi una lama intaccata) per essere stata usata contro qualcosa di duro, oppure la tacca può essere stata aggiunta dal proprietario per indicare i nemici trafitti.

## Tacca come segno grafico
Un'altra accezione del termine "tacca" è di segno grafico realizzato allo scopo di dividere una scala di valori in unità finite. In tal caso può assumere la struttura:
- di un intaglio, spesso verniciato per una megliore evidenziazione;
- di un tratto grafico disegnato o serigrafato.

## Tacche nei dispositivi di regolazione
Le tacche possono essere usate nei dispositivi di regolazione per aiutare l'utente a trovare la loro corretta regolazione.
Per esempio, in un apparecchio musicale, le tacche della manopola di regolazione del volume aiuterà l'utente nella regolazione dell'intensità sonora.
Un altro esempio sono le tacche di regolazione del sedile di un'automobile, queste consentono di bloccare il sedile in una serie di posizioni fisse. In questo caso le tacche, oltre ad essere un aiuto nella ricerca della giusta posizione, hanno una caratteristica funzionale, in quanto "bloccano" la regolazione impedendone un cambiamento accidentale.

## Tacche nella strumentazione di misura
Viene definita "tacca" anche il segno grafico che costituisce la divisione di una scala graduata in uno strumento a visualizzazione analogica. In questa accezione è chiamato anche "tratto".